# Barylestis blaisei
Barylestis blaisei là một loài nhện trong họ Sparassidae.
Loài này thuộc chi Barylestis. Barylestis blaisei được Eugène Simon miêu tả năm 1903.